# Landkreis Greiz
Landkreis Greiz is een Landkreis in de Duitse deelstaat Thüringen. De Landkreis telt 96.668 inwoners (31 december 2020) op een oppervlakte van 834,52 km². De Kreisstadt is de gelijknamige stad.

## Bestuurlijke indeling
De Landkreis is ingedeeld in steden, gemeenten en Verwaltungsgemeinschaften, namelijk:
| Zelfstandige gemeenten 1. Auma-Weidatal 2. Bad Köstritz 3. Berga/Elster 4. Greiz 5. Harth-Pöllnitz 6. Kraftsdorf 7. Langenwetzendorf 8. Mohlsdorf-Teichwolframsdorf 9. Ronneburg 10. Weida 11. Zeulenroda-Triebes | Gemeenten (Vervullende gemeente tussen haakjes vermeld): 1. Caaschwitz (stad Bad Köstritz) 2. Crimla (stad Weida) 3. Hartmannsdorf (stad Bad Köstritz) 4. Hohenleuben, stad (gemeente Langenwetzendorf) 5. Kühdorf (gemeente Langenwetzendorf) 6. Langenwolschendorf (stad Zeulenroda-Triebes) 7. Neumühle/Elster (stad Greiz) 8. Weißendorf (stad Zeulenroda-Triebes) |

Verwaltungsgemeinschaften
| 1. Am Brahmetal 1. Bethenhausen 2. Brahmenau 3. Großenstein 4. Hirschfeld 5. Korbußen 6. Pölzig 7. Reichstädt 8. Schwaara | 2. Wünschendorf/Elster 1. Braunichswalde 2. Endschütz 3. Gauern 4. Hilbersdorf 5. Kauern 6. Linda bei Weida 7. Paitzdorf 8. Rückersdorf 9. Seelingstädt 10. Teichwitz 11. Wünschendorf/Elster | 3. Münchenbernsdorf 1. Bocka 2. Hundhaupten 3. Lederhose 4. Lindenkreuz 5. Münchenbernsdorf 6. Saara 7. Schwarzbach 8. Zedlitz |

² Vervullende gemeente voor andere gemeenten

## Demografie
| Peildatum             | 31.12.2009 | 31.12.2010 | 31.12.2011 | 31.12.2012 | 31.12.2013 | 31.12.2014 | 31.12.2015 | 31.12.2016 | 31.12.2017 | 31.12.2018 |            |
| --------------------- | ---------- | ---------- | ---------- | ---------- | ---------- | ---------- | ---------- | ---------- | ---------- | ---------- | ---------- |
| Inwoners              | 109.003    | 107.555    | 104.464    | 103.297    | 102.167    | 101.382    | 101.114    | 99.717     | 99.275     | 98.159     |            |
| Buitenlanders         | 1.576      | 1.606      | 839        | 918        | 1.069      | 1.319      | 2.066      | 2.181      | 2.271      | 2.260      |            |
| Aandeel buitenlanders | 1,4%       | 1,5%       | 0,8%       | 0,9%       | 1,0%       | 1,3%       | 2,0%       | 2,2%       | 2,3%       | 2,3%       |            |
| Peildatum             | 31.12.1998 | 31.12.1999 | 31.12.2000 | 31.12.2001 | 31.12.2002 | 31.12.2003 | 31.12.2004 | 31.12.2005 | 31.12.2006 | 31.12.2007 | 31.12.2008 |
| Inwoners              | 126.137    | 125.156    | 123.869    | 122.459    | 121.129    | 119.500    | 118.053    | 116.320    | 114.384    | 112.682    | 110.747    |
| Buitenlanders         | 1.810      | 1.817      | 1.820      | 1.883      | 1.944      | 1.851      | 1.769      | 1.741      | 1.672      | 1.653      | 1.604      |
| Aandeel buitenlanders | 1,4%       | 1,5%       | 1,5%       | 1,5%       | 1,6%       | 1,5%       | 1,5%       | 1,5%       | 1,5%       | 1,5%       | 1,4%       |